# Хосе Марія Кейпо де Льяно Руїс де Саравія
Хосе Марія Кейпо де Льяно Руїс де Саравія, 7-й граф Торено (ісп. José María Queipo de Llano Ruiz de Saravia; 26 листопада 1786 — 16 вересня 1843) — іспанський історик і політик, голова уряду країни 1835 року.

## Життєпис
Вивчав гуманітарні та природничі науки спочатку в Куенці, потім в університетах Саламанки й Мадрида. 1803 року повернувся до рідної Астурії, де згодом увійшов до складу уряду князівства під час війни з французами. У 1810—1813 роках був членом Кадіських кортесів, які 19 березня 1812 року ухвалили ліберальну конституцію. В той період Кейпо де Льяно виступав за обмеження королівської влади. Як наслідок, після відновлення абсолютної влади Фернандо VII 1814 року Кейпо був змушений виїхати до Лондона. Довічне вигнання й позбавлення всіх володінь за указом короля змусило ліберала Кейпо де Льяно жити в Парижі, Лісабоні й Берліні.
Після амністії всіх політичних вигнанців, яку Фернандо VII оголосив 23 квітня 1820 року, Кейпо повернувся до Іспанії. За результатами виборів у травні 1820 року став депутатом кортесів, головою яких був від вересня до жовтня того ж року.
Після вторгнення до Іспанії французів, які відновили абсолютну владу Фернандо VII, Кейпо, засуджений до страти, знов опинився у вигнанні у Франції, де писав і публікував свої праці про Наполеонівські війни на Іберійському півострові. Після загальної амністії, оголошеної після смерті короля Фернандо регентською радою при трирічній новій королеві Ізабеллі II, та скасування смертного вироку, Кейпо повернувся на батьківщину.
18 червня 1834 року отримав пост міністра фінансів у кабінеті Франсіско Мартінеса де ла Роси, але не зумів провести необхідні загальні реформи фінансової системи, щоб запобігти економічній кризі, зумовлену Карлістськими війнами. 30 червня 1834 року Кейпо де Льяно був обраний до лав парламенту. 7 червня 1835 року регентка Марія-Христина Бурбон-Сицилійська призначила графа Торено наступником Мартінеса де ла Роси на посту голови іспанського уряду, втім уже за чотири місяці він передав владу Мігелю Рікардо де Алаві. Останній, однак, так і не розпочав виконувати обов'язки, оскільки вирішив радше залишатись послом Іспанії в Лондоні, аніж очолити уряд.
1840 року Кейпо де Льяно виїхав до Парижа, де й помер за три роки.

## Історичні праці
- «Historia del levantamiento, guerra y revolución en España», Париж-1827
- «Historia de la guerra de la Independencia», Париж-1832